# Feix d'ions enfocat

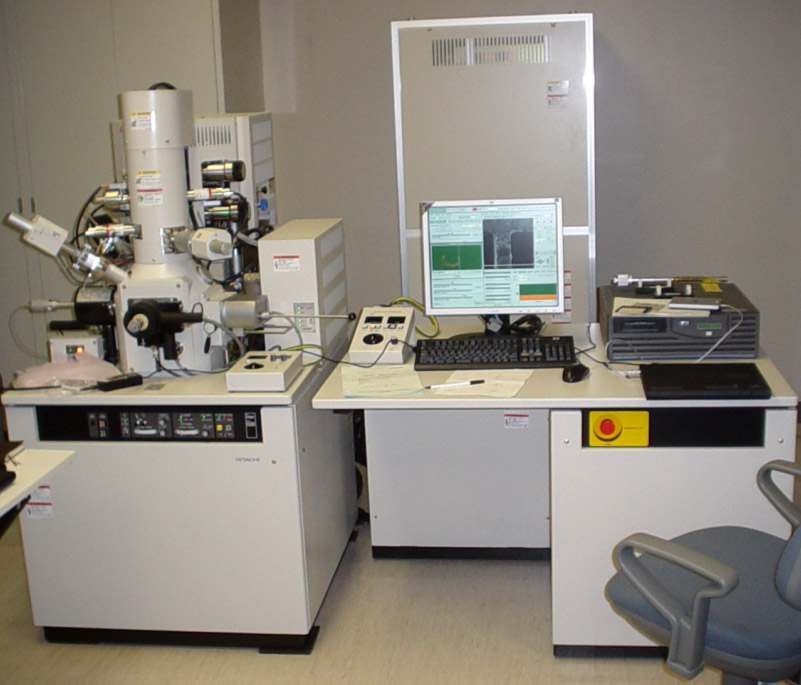
Una estació de treball FIB

El feix d'ions enfocat, també conegut com a FIB, és una tècnica utilitzada especialment en la indústria dels semiconductors, la ciència dels materials i cada cop més en el camp biològic per a l'anàlisi, la deposició i l'ablació de materials específics del lloc. Una configuració FIB és un instrument científic que s'assembla a un microscopi electrònic d'exploració (SEM). Tanmateix, mentre que el SEM utilitza un feix d'electrons enfocat per imatge de la mostra a la cambra, una configuració de FIB utilitza un feix d'ions enfocat. El FIB també es pot incorporar en un sistema amb columnes de feix d'electrons i ions, la qual cosa permet investigar la mateixa característica utilitzant qualsevol dels feixos. No s'ha de confondre FIB amb l'ús d'un feix d'ions enfocats per a la litografia d'escriptura directa (com en l'escriptura del feix de protons). En general, són sistemes força diferents on el material es modifica per altres mecanismes.

## Font del feix d'ions
Els instruments més estesos utilitzen fonts d'ions metàl·lics líquids (LMIS), especialment fonts d'ions de gal·li. També hi ha fonts d'ions basades en or elemental i iridi. En un LMIS de gal·li, el metall de gal·li es posa en contacte amb una agulla de tungstè i el gal·li escalfat mulla el tungstè i flueix cap a la punta de l'agulla, on les forces oposades de tensió superficial i camp elèctric formen el gal·li en una punta en forma de cúspide anomenada un con de Taylor. El radi de la punta d'aquest con és extremadament petit (~ 2 nm). L'enorme camp elèctric en aquesta petita punta (més d' 1×108 volts per centímetre) provoca la ionització i l'emissió de camp dels àtoms de gal·li.

El principi de FIB

Aleshores, els ions font generalment s'acceleren a una energia d' 1–50 quiloelectronvolts (0.16–8.01 fJ) i enfocat a la mostra mitjançant lents electroestàtiques. LMIS produeix feixos iònics d'alta densitat de corrent amb una dispersió d'energia molt petita. Un FIB modern pot lliurar desenes de nanoamperes de corrent a una mostra, o pot imatge de la mostra amb una mida de punt de l'ordre d'uns pocs nanòmetres.

## Principi
Els sistemes de feix d'ions focalitzats (FIB) s'han produït comercialment durant aproximadament vint anys, principalment per a grans fabricants de semiconductors. Els sistemes FIB funcionen de manera similar a un microscopi electrònic d'escaneig (SEM), excepte, en lloc d'un feix d'electrons i com el seu nom indica, els sistemes FIB utilitzen un feix d'ions finament enfocat (generalment gal·li) que es pot operar a corrents de feix baix. per a imatges o amb corrents de feix alt per a la polsadora o el fresat específic del lloc.

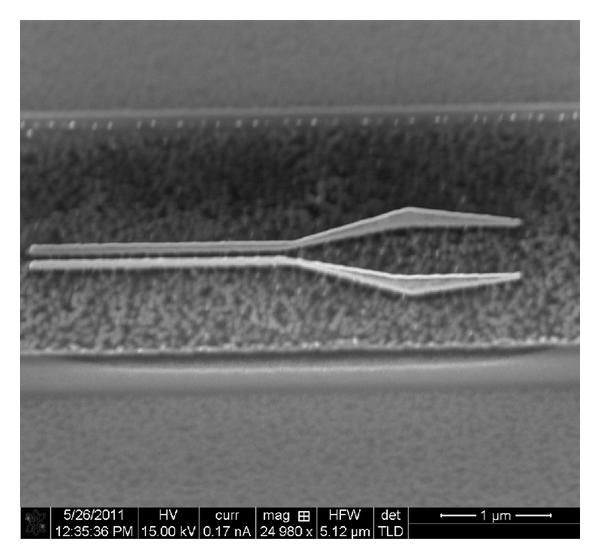
Exemple de nanoantenes daurades fabricades utilitzant fresat FIB feix iònic enfocat dual beam.

Tal com mostra el diagrama de la dreta, el feix d'ions primaris de gal·li (Ga+) impacta a la superfície de la mostra i fa polsar una petita quantitat de material, que deixa la superfície com a ions secundaris (i+ o i−) o àtoms neutres (n0). El feix primari també produeix electrons secundaris (e -). Com a ràsters de feix primari a la superfície de la mostra, el senyal dels ions o electrons secundaris es recull per formar una imatge.
Fins fa poc, l'ús aclaparador de FIB ha estat a la indústria dels semiconductors. Aplicacions com l'anàlisi de defectes, la modificació de circuits, la reparació de fotomàscara i la preparació de mostres de microscopi electrònic de transmissió (TEM) d'ubicacions específiques del lloc en circuits integrats s'han convertit en procediments habituals. Els últims sistemes FIB tenen capacitat d'imatge d'alta resolució; aquesta capacitat, juntament amb la secció in situ, ha eliminat la necessitat, en molts casos, d'examinar exemplars seccionats FIB en un instrument SEM independent. La imatge SEM encara és necessària per obtenir imatges de màxima resolució i evitar danys a mostres sensibles. Tanmateix, la combinació de columnes SEM i FIB a la mateixa cambra permet utilitzar els avantatges d'ambdues.